# Jonathan Gili
Jonathan Gili   (Oxford, 19 d'abril de 1943 - Londres, 1 d'octubre de 2004) fou un cineasta, editor i director britànic, que va produir nombrosos documentals i programes de televisió, principalment per a la BBC.

## Educació
Fill de l'editor i traductor català Joan Gili i Serra i germà de l'escultora Katherine Gili, Jonathan Gili va ser educat a The Dragon School d'Oxford i a Bryanston School, al nord de Dorset.

## Carrera
Gili va començar com a editar films pel seu compte. Va dirigir per primera vegada al departament religiós de la London Weekend Television, però la major part del seu treball es va realitzar a la BBC als anys vuitanta i noranta. Entre els seus documentals d'observació primerenca més destacats hi havia el film de la BBC1 Public School, que presentava la Westminster School a Londres, emesa a finals de 1979, amb grans xifres d'audiència i un premi BAFTA. Van seguir diversos documentals únics d'èxit, inclosos She Married a Yank (GI Brides), To The World's End (en què la narració constava íntegrament de la música de Carl Davis) i The Second Oldest Profession sobre la professió de venedor. Va contribuir amb tres films a la sèrie Any dels francesos, incloent un estudi inoblidable d'un camperol. Després van venir les seves nombroses pel·lícules per a 40 Minutes, algunes de les quals, com Animals Crackers i The Great North Road, van comptar amb Lucinda Lambton. El més memorable de tots va ser Blessings Blessings, un estudi de dos nadons intercanviats accidentalment poc després del part, i les conseqüències per a les famílies.
Van seguir nombrosos documentals per a la sèrie Timewatch: històries de la Torre Eiffel, l'Empire State Building, The Alaskan Gold Rush o The Oklahoma Outlaw. Va treballar gairebé dos anys en un film obituari en dues parts de la reina mare Elisabet Bowes-Lyon, narrada per Simon Russell Beale, amb la música de Jonathan Dove, reconeguda per ser la millor del seu gènere. Va ser nomenat OBE i va rebre el Grierson Trustees' Award, el premi màxim a documentals del Grierson Trust. Tales From The Oklahoma Land Runs va guanyar un premi del Cowboy Hall of Fame. Gili va morir el 2004, a l'edat de 61 anys a conseqüència d'una leucèmia que li havia estat diagnosticada el 1984 i que, en aquell moment, els metges van considerar que li restaven tres anys de vida.
Jonathan Gili va fer moltes altres coses, inclosa la publicació de llibres i imatges a la seva pròpia editorial, Warren Editions. Una obra destacada és un llibre de litografies de Glynn Boyd Harte, basat en Metro-land, el film per a televisió de Sir John Betjeman i Edward Mirzoeff. La seva col·lecció de llibres, registres, fotografies, boles de neu petjapapers, llaunes de sardina i tota mena de material imprès efímer és llegendària.